# Anastoechus innocuus
Anastoechus innocuus är en tvåvingeart som beskrevs av Mario Bezzi 1921. Anastoechus innocuus ingår i släktet Anastoechus och familjen svävflugor. Inga underarter finns listade i Catalogue of Life.